# Podbrdy
Podbrdy település Csehországban, a Berouni járásban. Podbrdy Skuhrov, Nesvačily, Všeradice, Dobříš és Vižina településekkel határos. Lakosainak száma 245 fő (2024. január 1.).

## Népesség
A település lakosságának változását az alábbi diagram mutatja:
| Lakosok száma | 302  | 272  | 228  | 204  | 163  | 155  | 211  | 214  | 235  | 245  |
|               | 1869 | 1890 | 1921 | 1950 | 1980 | 2001 | 2017 | 2019 | 2022 | 2024 |